# Leonardo Jardim
José Leonardo Nunes Alves Sousa Jardim, noto semplicemente come Leonardo Jardim (Barcelona, 1º agosto 1974), è un allenatore di calcio portoghese, tecnico del Cruzeiro.

## Biografia
È nato in Venezuela da genitori portoghesi, emigrati lì per lavoro. La famiglia è originaria dell'isola di Madera, dove Jardim fece ritorno con i suoi genitori e trascorse buona parte della sua giovinezza.

## Carriera

### Allenatore

#### Gli inizi
Nel 2001, a 27 anni, ha iniziato la sua carriera di allenatore, dopo tre anni di studio per riuscirci, come assistente della Camacha, squadra portoghese militante in terza divisione. Nel 2003 divenne allenatore del club, allenandolo per cinque anni.
Nel 2008 firma un contratto con il Chaves, la quale viene promossa alla Liga de Honra, la seconda divisione portoghese.
Il Beira-Mar lo ingaggia nell'estate del 2009. Jardim, nel suo primo anno nel nuovo club, arriva al primo posto nella Segunda Liga con 54 punti, raggiungendo così la promozione in prima serie portoghese.
Nella sua seconda stagione viene esonerato a metà campionato.

#### Braga e Olympiakos
Nel maggio 2011 viene ingaggiato dal Braga. Conclude la sua prima stagione al terzo posto in campionato con tredici vittorie di fila, la seconda miglior prestazione nella storia in campionato per il club. Il suo contratto non viene successivamente rinnovato a causa di disaccordi con il presidente Salvador.
Nel giugno 2012 viene ingaggiato dall'Olympiacos, squadra più titolata del campionato greco. Il 19 gennaio 2013 viene esonerato dall'Olympiakos quando la squadra aveva dieci punti di vantaggio dalla seconda, per disaccordi con il presidente del club greco.

#### Sporting Lisbona
Il 20 maggio 2013 è diventato l'allenatore dello Sporting Lisbona, firmando un contratto di due anni fino a giugno 2015. Nella sua prima stagione ottiene la qualificazione per la successiva Champions League con un secondo posto. Erano passati 5 anni dall'ultima qualificazione in Champions League. Il 20 maggio 2014 decide di lasciare lo Sporting Lisbona.

#### Monaco
Due settimane più tardi il Monaco lo ingaggia pagando la clausola rescissoria di 3 milioni. Il 3 luglio 2014 avviene la sua presentazione ufficiale al club monegasco.
La sua prima stagione con il club monegasco inizia male: il Monaco perde le prime due partite di campionato, la prima contro il Lorient per 1-2 allo Stade Louis II, e l'altra per 4-1 contro il Bordeaux allo Stadio Chaban-Delmas. La prima vittoria in campionato con il club del principato avviene alla terza giornata di campionato, con il gol di Falcao che permette al club monegasco di battere il Nantes allo Stadio della Beaujoire. Dopo cinque partite (2 vittorie  un pareggio  e 2 sconfitte ) Jardim conduce il club monegasco a Parigi, dove sfida il PSG: finisce 1-1 con il pareggio al 92' di Anthony Martial. Il 12 maggio 2015 rinnova il contratto col Monaco fino al 2019. A fine stagione il Monaco si classifica terzo, guadagnandosi il diritto a disputare i play-off di UEFA Champions League (poi non superati).
Nella stagione 2015-2016 il Monaco di Jardim conferma il piazzamento della stagione precedente, chiudendo con gli stessi punti del Lione secondo, ma con una peggiore differenza reti generale.
Nella stagione 2016-2017 il Monaco ritorna a giocare in UEFA Champions League, riuscendo a superare i play-off. Nel girone i monegaschi si piazzano davanti al Bayer Leverkusen, battuto allo Stade Louis II con gol di João Moutinho. La squadra di Jardim arriva poi in semifinale, eliminando il Manchester City e il Borussia Dortmund, ma non riesce nello stesso intento contro la Juventus. La stagione è però impreziosita dall'inaspettato trionfo in Ligue 1 davanti al favoritissimo Paris Saint-Germain: il club del principato totalizza ben 95 punti, laureandosi campione di Francia per l'ottava volta nella propria storia, a 17 anni di distanza dall'ultimo.
L'11 ottobre 2018, a causa del pessimo avvio in campionato, aggiunto alle sconfitte in Supercoppa di Francia e UEFA Champions League, Jardim viene esonerato. Visti i risultati deludenti del suo successore Thierry Henry, il 25 gennaio 2019 viene, tuttavia, richiamato in panchina. Ottenuta la salvezza con il quartultimo posto in classifica, il 28 maggio viene confermato per l'annata seguente.
Il 28 dicembre 2019 viene esonerato per la seconda volta dal Monaco, che dopo 18 giornate è al settimo posto in classifica, con 28 punti.

#### Al-Hilal e Shabab Al-Ahli
Il 31 maggio 2021 firma un contratto annuale con l'Al-Hilal. Con il club saudita conquista la Champions League Asiatica, battendo in finale i coreani del Pohang Steelers.
Nel luglio 2022 si trasferisce negli Emirati Arabi Uniti, firmando con la squadra dell'Shabab Al-Ahli. Con la squadra emiratina vince il campionato. 

#### Al-Rayyan e Al Ain
Il 26 giugno 2023 viene confermato il suo arrivo sulla panchina dell'Al-Rayyan, società calcistica qatariota di Doha, con la quale sottoscrive un contratto di due stagioni.
L'8 novembre 2024 viene ingaggiato dall'Al-Ain, club degli Emirati Arabi Uniti, andando a sostituire l'argentino Hernán Crespo e sottoscrivendo un contratto fino alla fine della Coppa del mondo per club FIFA 2025. Il 4 febbraio 2025 risolve il contratto con la società emiratina.

#### Cruzeiro
Poche ore dopo essersi liberato, viene annunciato il suo approdo sulla panchina del Cruzeiro, con cui sottoscrive un accordo valido fino al 31 dicembre 2026.

## Statistiche

### Statistiche da allenatore
Statistiche aggiornate al 20 agosto 2025. In grassetto le competizioni vinte.
| Stagione            | Squadra           | Campionato        | Campionato | Campionato | Campionato | Campionato | Coppe nazionali | Coppe nazionali | Coppe nazionali | Coppe nazionali | Coppe nazionali | Coppe continentali | Coppe continentali | Coppe continentali | Coppe continentali | Coppe continentali | Altre coppe | Altre coppe | Altre coppe | Altre coppe | Altre coppe | Totale | Totale | Totale | Totale | % Vittorie | Piazzamento      |
| Stagione            | Squadra           | Comp              | G          | V          | N          | P          | Comp            | G               | V               | N               | P               | Comp               | G                  | V                  | N                  | P                  | Comp        | G           | V           | N           | P           | G      | V      | N      | P      | %          | Piazzamento      |
| ------------------- | ----------------- | ----------------- | ---------- | ---------- | ---------- | ---------- | --------------- | --------------- | --------------- | --------------- | --------------- | ------------------ | ------------------ | ------------------ | ------------------ | ------------------ | ----------- | ----------- | ----------- | ----------- | ----------- | ------ | ------ | ------ | ------ | ---------- | ---------------- |
| 2003-2004           | AD Camacha        | TD                | 38         | 17         | 10         | 11         | -               | -               | -               | -               | -               | -                  | -                  | -                  | -                  | -                  | -           | -           | -           | -           | -           | 38     | 17     | 10     | 11     | 44,74      | 5º               |
| 2004-2005           | AD Camacha        | TD                | 38         | 14         | 11         | 13         | -               | -               | -               | -               | -               | -                  | -                  | -                  | -                  | -                  | -           | -           | -           | -           | -           | 38     | 14     | 11     | 13     | 36,84      | 9º               |
| 2005-2006           | AD Camacha        | TD                | 26         | 12         | 6          | 8          | CP              | 1               | 0               | 0               | 1               | -                  | -                  | -                  | -                  | -                  | -           | -           | -           | -           | -           | 27     | 12     | 6      | 9      | 44,44      | 3º               |
| 2006-2007           | AD Camacha        | TD                | 26         | 13         | 6          | 7          | CP              | 2               | 1               | 0               | 1               | -                  | -                  | -                  | -                  | -                  | -           | -           | -           | -           | -           | 28     | 14     | 6      | 8      | 50,00      | 3º               |
| 2007-mar. 2008      | AD Camacha        | TD                | 25         | 10         | 6          | 9          | CP              | 1               | 0               | 0               | 1               | -                  | -                  | -                  | -                  | -                  | -           | -           | -           | -           | -           | 26     | 10     | 6      | 10     | 38,46      | Resc.            |
| Totale AD Camacha   | Totale AD Camacha | Totale AD Camacha | 153        | 66         | 39         | 48         |                 | 4               | 1               | 0               | 3               |                    | -                  | -                  | -                  | -                  |             | -           | -           | -           | -           | 157    | 67     | 39     | 51     | 42,68      |                  |
| mar.-giu. 2008      | GD Chaves         | TD                | 10         | 6          | 2          | 2          | -               | -               | -               | -               | -               | -                  | -                  | -                  | -                  | -                  | -           | -           | -           | -           | -           | 10     | 6      | 2      | 2      | 60,00      | Sub., 4º         |
| 2008-2009           | GD Chaves         | TD                | 32         | 19         | 8          | 5          | CP              | 1               | 0               | 0               | 1               | -                  | -                  | -                  | -                  | -                  | -           | -           | -           | -           | -           | 33     | 19     | 8      | 6      | 57,58      | 1º (prom.)       |
| Totale GD Chaves    | Totale GD Chaves  | Totale GD Chaves  | 42         | 25         | 10         | 7          |                 | 1               | 0               | 0               | 1               |                    | -                  | -                  | -                  | -                  |             | -           | -           | -           | -           | 43     | 25     | 10     | 8      | 58,14      |                  |
| 2009-2010           | Beira-Mar         | SL                | 30         | 16         | 6          | 8          | CP+CdL          | 3+4             | 1+1             | 1+2             | 1+1             | -                  | -                  | -                  | -                  | -                  | -           | -           | -           | -           | -           | 37     | 18     | 9      | 10     | 48,65      | 1º (prom.)       |
| 2010-2011           | Beira-Mar         | PL                | 21         | 5          | 10         | 6          | CP+CdL          | 2+5             | 0+1             | 1+1             | 1+3             | -                  | -                  | -                  | -                  | -                  | -           | -           | -           | -           | -           | 28     | 6      | 12     | 10     | 21,43      | Dim.             |
| Totale Beira-Mar    | Totale Beira-Mar  | Totale Beira-Mar  | 51         | 21         | 16         | 14         |                 | 14              | 3               | 5               | 6               |                    | -                  | -                  | -                  | -                  |             | -           | -           | -           | -           | 65     | 24     | 21     | 20     | 36,92      |                  |
| 2011-2012           | Braga             | PL                | 30         | 19         | 5          | 6          | CP+CdL          | 2+4             | 1+3             | 0+1             | 1+0             | UEL                | 10                 | 4                  | 4                  | 2                  | -           | -           | -           | -           | -           | 46     | 27     | 10     | 9      | 58,70      | 3º               |
| 2012-gen. 2013      | Olympiacos        | SLE               | 17         | 14         | 3          | 0          | CG              | 3               | 3               | 0               | 0               | UCL                | 6                  | 3                  | 0                  | 3                  | -           | -           | -           | -           | -           | 26     | 20     | 3      | 3      | 76,92      | Eson.            |
| 2013-2014           | Sporting Lisbona  | PL                | 30         | 20         | 7          | 3          | CP+CdL          | 2+3             | 1+2             | 0+1             | 1+0             | -                  | -                  | -                  | -                  | -                  | -           | -           | -           | -           | -           | 35     | 23     | 8      | 4      | 65,71      | 2º               |
| 2014-2015           | Monaco            | L1                | 38         | 20         | 11         | 7          | CF+CdL          | 4+3             | 3+1             | 0+2             | 1+0             | UCL                | 10                 | 4                  | 3                  | 3                  | -           | -           | -           | -           | -           | 55     | 28     | 16     | 11     | 50,91      | 3º               |
| 2015-2016           | Monaco            | L1                | 38         | 17         | 14         | 7          | CF+CdL          | 3+1             | 2+0             | 0+0             | 1+1             | UCL+UEL            | 4+6                | 3+1                | 0+3                | 1+2                | -           | -           | -           | -           | -           | 52     | 23     | 17     | 12     | 44,23      | 3º               |
| 2016-2017           | Monaco            | L1                | 38         | 30         | 5          | 3          | CF+CdL          | 5+4             | 4+2             | 0+1             | 1+1             | UCL                | 16                 | 9                  | 2                  | 5                  | -           | -           | -           | -           | -           | 63     | 45     | 8      | 10     | 71,43      | 1º               |
| 2017-2018           | Monaco            | L1                | 38         | 24         | 8          | 6          | CF+CdL          | 2+4             | 1+3             | 0+0             | 1+1             | UCL                | 6                  | 0                  | 2                  | 4                  | SF          | 1           | 0           | 0           | 1           | 51     | 28     | 10     | 13     | 54,90      | 2º               |
| 2018-2019           | Monaco            | L1                | 26         | 6          | 9          | 11         | CF+CdL          | 0+1             | 0               | 0+1             | 0               | UCL                | 2                  | 0                  | 0                  | 2                  | SF          | 1           | 0           | 0           | 1           | 30     | 6      | 10     | 14     | 20,00      | Eson., Sub., 17º |
| lug.-dic. 2019      | Monaco            | L1                | 18         | 8          | 4          | 6          | CF+CdL          | 0+2             | 0+1             | 0               | 0+1             | -                  | -                  | -                  | -                  | -                  | -           | -           | -           | -           | -           | 20     | 9      | 4      | 7      | 45,00      | Eson.            |
| Totale Monaco       | Totale Monaco     | Totale Monaco     | 196        | 105        | 51         | 40         |                 | 29              | 17              | 4               | 8               |                    | 44                 | 17                 | 10                 | 17                 |             | 2           | 0           | 0           | 2           | 271    | 139    | 65     | 67     | 51,29      |                  |
| 2021-feb. 2022      | Al-Hilal          | SPL               | 17         | 8          | 7          | 2          | KCC             | 1               | 1               | 0               | 0               | ACL                | 4                  | 4                  | 0                  | 0                  | SS + Cmc    | 1+3         | 1+1         | 0           | 2           | 26     | 15     | 7      | 4      | 57,69      | Resc. Cons.      |
| 2022-2023           | Shabab Al-Ahli    | UAE               | 26         | 17         | 6          | 3          | PC+CdL          | 2+2             | 1+0             | 0+1             | 1+1             | ACL                | 1                  | 0                  | 0                  | 1                  | -           | -           | -           | -           | -           | 31     | 18     | 7      | 6      | 58,06      | 1°               |
| 2023-2024           | Al-Rayyan         | QSL               | 22         | 15         | 2          | 5          | CSQ+EQC+CQ      | 5+2+2           | 3+1+1           | 0+1+0           | 2+0+1           | -                  | -                  | -                  | -                  | -                  | -           | -           | -           | -           | -           | 33     | 20     | 3      | 8      | 60,61      | 2º               |
| nov. 2024-feb. 2025 | Al-Ain            | UAE               | 9          | 4          | 3          | 2          | PC+CdL          | 0+1             | 0+1             | 0+0             | 0+0             | ACL                | 3                  | 0                  | 1                  | 2                  | -           | -           | -           | -           | -           | 13     | 5      | 4      | 4      | 38,46      | Sub., Risol.     |
| feb.-dic. 2025      | Cruzeiro          | M1/MG+A           | 3+20       | 0+11       | 2+5        | 1+4        | CB              | 4               | 3               | 1               | 0               | CS                 | 6                  | 1                  | 2                  | 3                  | -           | -           | -           | -           | -           | 33     | 15     | 10     | 8      | 45,45      | Sub., in carica  |
| Totale carriera     | Totale carriera   | Totale carriera   | 616        | 325        | 156        | 135        |                 | 81              | 42              | 14              | 25              |                    | 74                 | 29                 | 17                 | 28                 |             | 6           | 2           | 0           | 4           | 777    | 398    | 187    | 192    | 51,22      |                  |

## Palmarès

### Competizioni nazionali
- Seconda divisione portoghese: 1

Beira-Mar: 2009-2010
- Campionato francese: 1

Monaco: 2016-2017
- Supercoppa saudita: 1

Al Hilal: 2021
- Campionato emiratino: 1

Al-Ahli: 2022-2023

### Competizioni internazionali
- AFC Champions League: 1

Al-Hilal: 2021

#### Individuale
- Trophées UNFP du football: 1

Miglior allenatore della Ligue 1: 2016-2017